# Wilhelm Dietrich
Wilhelm Dietrich, nemški general in vojaški zdravnik, * 24. september 1879, Schwebda, Hessen, Nemško cesarstvo † 5. februar 1941, Bruselj, Belgija.

## Življenjepis
Med letoma 1926 in 1932 je bil vodja medicinske enote v Stuttgartu. Nato je bil do leta 1940 član vojaško-medicinske inšpekcije. Leta 1940 je bil postavljen v rezervo. Do svoje smrti je nato bil glavni medicinski častnik pri vojaškemu poveljniku Belgije in severne Francije.